# Konami Bemani Viper
Konami Bemani Viper es una placa de arcade creada por Konami destinada a los salones arcade.

## Descripción
El Konami Bemani Viper fue lanzada por Konami en el año 2001.
Posee un procesador Motorola Power PC XPC8240 @ 200-250MHz, gráficos 3DFX y tiene un procesador de sonido YMZ280B.
En esta placa funcionaron 2 títulos.

## Especificaciones técnicas

### Procesador
- Power PC XPC8240 @ 200-250MHz

### Audio
- YMZ280B

### Video
- 3DFX 355-0024-020 (Equivalente a una 3dfx Voodoo3/Avenger)

## Lista de videojuegos
- Para Para Paradise 2nd Mix
- Pop'n Music 9